# Loďstvo
Loďstvo označuje obecně všechny lodě určitého státu nebo skupinu lodí plujících společně. Obvykle se do loďstva nezapočítávají malé rybářské čluny. V podobném významu se používá i výraz námořnictvo (pro všechny lodě určitého státu) nebo flota (pro skupinu lodí i všechny lodě určitého státu). Termín Flota (s velkým „F“) je vyhrazen pro španělské konvoje, které v 16. a 17. století převážely stříbro ze španělských držav ve střední a jižní Americe do Španělska (v české literatuře se jim také říká „Stříbrná flotila“).

## Obchodní loďstvo
Označuje všechny obchodní lodě určitého státu.

## Válečné loďstvo
Může mít více významů
1. Všechny válečné lodě určitého státu
2. Hlavní část aktivního bojového svazu
3. Námořní síly rozmístěné v určité oblasti (např.)
  - Americké námořnictvo
    - Atlantická flota
    - Tichomořská flota
    - Americká asijská flota

  - Ruské námořnictvo
    - Ruská severní flota
    - Černomořská flota
    - Ruská tichomořská flota
    - Baltská flota

  - Britské královské námořnictvo
    - Britská domácí flota
    - Britská středomořská flota
    - Britská východní flota
    - Velké loďstvo

  - Japonské císařské námořnictvo
    - Spojené loďstvo

  - Německé císařské námořnictvo
    - Širokomořské loďstvo